# Rudolf Altschul
Rudolf Altschul, FRSC (geboren 24. Februar 1901 in Prag, Österreich-Ungarn; gestorben 4. November 1963 in Saskatoon, Kanada) war ein deutschsprachiger tschechoslowakischer Anatom, Psychiater und Literat.

## Leben

### Herkunft und Jugend
Er stammte aus einer jüdischen Familie. Der Vater Emanuel Altschul war Handelsvertreter; seine Mutter Emma (geborene Schneider) starb 1918. Seine Schwester Wilma Katz und sein Bruder Franz Altschul wurden später Opfer des Holocaust, seine Schwester Irma überlebte das Ghetto Theresienstadt und emigrierte später zu ihm nach Kanada.
Robert Altschul besuchte ab 1907 die Grundschule in Karolinenthal und ab 1911 die K. k. deutsche Staatsrealschule, auf der er sich mit Hans Klaus anfreundete.

### Studium und literarische Gruppe „Protest“
An 1919 bildete er mit Hans Klaus und mit Konstantin Ahne die literarische Gruppe Protest, die mehrere kurzlebige Zeitschriften herausgab und in gemeinsamen Lesungen auftraten.
Er veröffentlichte in ihrer Zeitschrift Avalun 1921 die Erzählung Die Geretteten.
Ab etwa 1919 studierte er Medizin an der deutschen Karl-Ferdinands-Universität in Prag. 1925 promovierte er. Anschließend machte er eine Ausbildung an der berühmten psychiatrischen Klinik Salpêtrière in Paris.

### Tätigkeiten in Rom und Prag
Seit 1926 arbeitete Robert Altschul an der Neurologie der Policlinico Umberto I der Universität La Sapienza in Rom.
1928 heiratete er die Pragerin Anna Karoline Fischer.
Seit 1929 war Robert Altschul wieder in Prag tätig, als Forschungsassistent am Histologischen Institut der Deutschen Universität Prag bei Alfred Kohn. Außerdem hatte er eine eigene private psychiatrische Praxis. In diesen Tätigkeiten blieb er bis zur deutschen Besetzung der Tschechoslowakei im März 1939.

### Tätigkeiten in Kanada
Robert Altschul floh im April 1939 ohne seine Frau Anna nach Rom, wo er bereits seit 1926 gearbeitet hatte. Von dort fuhr er Ende August weiter nach England, wo er sie dann wiedertraf.
Am 2. September 1939 bestiegen beide das Schiff Athenia in Liverpool, um nach Kanada zu gelangen. Dieses wurde am Folgetag durch ein deutsches U-Boot versenkt, beide konnten sich aber retten.
Im Oktober gelangten sie dann in die USA und von dort nach Saskatoon in Kanada, wo ihm eine Stelle an der Universitätsklinik zugesagt worden war.
Seitdem war Robert Altschul an der University of Saskatchewan beschäftigt, ab 1948 dann als ordentlicher Professor und ab 1955 als Leiter des Fachbereichs (Department).
Er wurde Mitglied der American Association for the Advancement of Science, der American Association of Anatomists, Präsident der Canadian Association of Anatomists und Fellow der Royal Society of Canada, FRSC.
Robert Altschul verfasste Fachtexte zu Themen aus der Histologie, der Neurologie und zur Arteriosklerose in englischer Sprache.
Daneben schrieb er auch literarische Texte in englischer Sprache und übersetzte aus dem Englischen ins Deutsche. Diese blieben aber unvollendet und unveröffentlicht und im Nachlass.

## Schriften
- Selected studies on arteriosclerosis. Springfield, Ill.: Charles C. Thomas 1950
- (Hrsg.): Niacin in vascular disorders and hyperlipemia. Springfield, Ill., Thomas 1964
- Über eigenartige Begleitsymptome eines Hirnechinococcus. Aus der Klinik für Nerven- und Geisteskrankheiten der kgl. Universität Rom. in: European Neurology, 1927, S. 325–341
- Fachzeitschriftenbeiträge